# Fanfare Wilhelmina (Volendam)
Fanfare Wilhelmina uit Volendam werd opgericht in 1902, waarna het enkele jaren daarna al op redelijk niveau aan concoursen meedeed.
In 1912 werd in De Bilt in de 3e afdeling een 1e prijs behaald. In de jaren daarna werd het korps tussendoor nog een keer opgeheven door watersnood, behaalde het vele successen en in 1939 promoveerde ze naar de afdeling Uitmundendheid. In 1951 werd mee gedaan aan het Wereld Muziek Concours in Kerkrade, waar men een 2e prijs in de concertwedstrijd en een 1e prijs in de marswedstrijd behaalde. In 1957 was men al doorgedrongen tot de afdeling Superieur, en in 1963 behaalde de Fanfare haar grootste succes: Nederlands Kampioen.
Later zou Fanfare Wilhelmina na een periode van grote succes ook de nodige tegenslagen ondervinden. Verlies van dirigenten, van leden en bestuur, zijn een kleine greep uit de tegenslagen. Maar daarna kwam de fanfare weer terug, en kwam weer in de afdeling Uitmundendheid terug. Hier verbleef zij enige tijd, maar daarna zakte ze weer terug.